# Jiana (gmina)
Jiana – gmina w Rumunii, w okręgu Mehedinți. Obejmuje miejscowości Cioroboreni, Dănceu, Jiana, Jiana Mare i Jiana Veche. W 2011 roku liczyła 4695 mieszkańców.